# Gallinova
El Gallinova és un cim de 1.687,3 metres d'altitud que es troba a l'extrem sud-occidental de la Serra de Carreu. És al límit dels termes municipals d'Abella de la Conca i de Conca de Dalt (antic municipi d'Hortoneda de la Conca), tots dos de la comarca del Pallars Jussà.

El Gallinova, respecte del terme d'Abella de la Conca

A través del Gallinova la Serra de Carreu enllaça, cap al sud, amb la Serra de Monteguida. En el vessant nord, d'altra banda, s'estén l'extensa Obaga de Gallinova. El seu vessant sud-occidental i occidental pertany a la partida d'Ordins
El Gallinova conté el vèrtex geodèsic 263088001.
Aquest cim està inclòs al llistat dels 100 cims de la FEEC.  

## Etimologia
Es tracta d'un topònim compost. El primer component és l'arrel romànica galli-, que Joan Coromines relaciona amb l'au, possiblement al gall fer, abundant en altres èpoques en aquestes contrades (actualment encara se n'hi ha vistos, a prop). El segon component és l'arrel de l'adjectiu romànic nou, potser descrivint, tot plegat un repoblament d'aquesta espècie animal.